# 吉来駿作
吉来 駿作（きら しゅんさく、1957年 - ）は、日本の小説家・ホラー作家。茨城県古河市生まれ。

## 来歴
茨城県立古河第三高等学校、上智大学経済学部卒業。
2005年、『キタイ』で第6回ホラーサスペンス大賞を受賞し、2006年に同作でデビュー。
2013年、『火男』で第5回朝日時代小説大賞を受賞する。
2014年、同作で第3回歴史時代作家クラブ賞（新人賞）を受賞。

## 作品リスト

### 単著本
- 『キタイ』幻冬舎、2006年1月。ISBN 978-4-344-01100-7。
  - 【改題】『ラスト・セメタリー』幻冬舎〈幻冬舎文庫〉、2009年10月。ISBN 978-4-344-41369-6。
- 『レッド・デッド・ライン』幻冬舎、2009年2月。ISBN 978-4-344-01633-0。
  - 【改題】『赤い糸』幻冬舎〈幻冬舎文庫〉、2011年10月。ISBN 978-4-344-41744-1。
- 『祭りの夜、川の向こう』幻冬舎、2010年6月。ISBN 978-4-344-01838-9。
- 『火男』朝日新聞出版、2013年12月。ISBN 978-4-02-251134-8。
- 『炎が奔る』幻冬舎〈幻冬舎時代小説文庫〉、2021年6月。ISBN 978-4-344-43097-6。

### アンソロジー収録短編
「」内が吉来駿作の作品
- 『七つの死者の囁き』新潮社〈新潮文庫〉、2008年12月。ISBN 978-4-10-120435-2。有栖川有栖、道尾秀介、石田衣良、鈴木光司、小路幸也、恒川光太郎との共著。「嘘をついた」